# LETA
LETA ist die größte lettische Nachrichtenagentur. Sie hat ihren Sitz in Riga.

## Geschichte
LETA wurde 1919 bald nach der lettischen Unabhängigkeit als staatliche Nachrichtenagentur Latopress in Liepāja gegründet. Noch 1919 zog sie nach Riga um und kam unter den Einfluss des lettischen Außenministeriums. 1920 erfolgte eine Reorganisation und Umbenennung zu Latvijas telegrafa agentūra LETA; die Leitung lag bis zur sowjetischen Okkupation Lettlands in den Händen des Journalisten Richards Bērziņš, der als Schriftsteller unter dem Künstlernamen Richards (ab 1940: Rihards) Valdess (dt. Richard Waldess) reüssierte. Er wurde im Zuge der ersten Massendeportation am 14. Juni 1941 von den Sowjets nach Solikamsk deportiert, wo er am 20. Februar im Alter von 53 Jahren starb.
Während der Besatzung Lettlands durch die Sowjetunion ab 1940 war LETA eine Tochteragentur der sowjetischen Telegrafnoje agentstwo Sowjetskogo Sojusa (TASS). Während der deutschen Besetzung von Lettland 1941 bis 1945 war die Nachrichtenagentur dem Deutschen Nachrichtenbüro (DNB) unterstellt.
Ab 1971 operierte die TASS-Filiale in Riga unter dem Namen Latinform. Am 31. Mai 1990 erfolgte die Loslösung von TASS und die Wiederherstellung des Namens LETA. 1997 wurde LETA privatisiert, Besitzer wurden Mārtiņš Barkāns und Agris Strautnieks.

## Dienste
LETA betreibt unter dem Dach seines Internet-Auftritts verschiedene Portale zur Übermittlung von Nachrichten, Bild- und Videodateien, darunter „nozare.lv“, ein Portal für Geschäftsnachrichten. LETA bietet Media-Monitoring-Dienste und Beratung für Pressemitteilungen an. Mit LETA sind die Business-School „Turiba“, die Wirtschaftszeitung „Kapitals“ und die Zeitschrift „Izglītība un kultūra“ (Bildung und Kultur) verbunden.